# Ліонель Шарбоньє
Ліоне́ль Шарбоньє́ (фр. Lionel Charbonnier, нар. 25 жовтня 1966, Пуатьє) — французький футболіст, що грав на позиції воротаря. По завершенні ігрової кар'єри — тренер. Кавалер ордену Почесного легіону.
Вихованець «Осера», з яким у 1995/96 роках виграв французький «золотий дубль» під керівництвом Гі Ру. Після одинадцяти сезонів з «Осером» (1987—1998) він приєднався до шотландського «Рейнджерса», з яким в першому ж сезоні виграв чемпіонат, національний Кубок та Кубок шотландської ліги, а у другому сезоні знову став переможцем чемпіонату та Кубка Шотландії. Завершив кар'єру гравця в 2002 році після сезону в швейцарській «Лозанні».
Також тривалий час викликався у національну збірну Франції, втім через наявність таких зіркових воротарів як Фаб'єн Бартез та Бернар Лама зіграв лише один матч, але 1998 року як третій воротар збірної став чемпіоном світу.
По завершенні ігрової кар'єри став тренером. Був головним тренером молодіжної збірної Таїті, з якою виграв Молодіжний чемпіонат ОФК і став першим тренером, який вивів цю збірну на  молодіжний чемпіонат світу, який пройшов в 2009 році у Єгипті.

## Клубна кар'єра
Народився 25 жовтня 1966 року в місті Пуатьє. Ліонель Шарбоннье перебував у молодіжній команді «Осера» з 16-річного віку. Він показав свої якості, вигравши у складі молодіжної команди Кубок Гамбарделла (загальнонаціональне французьке змагання для дітей до 19 років) два рази поспіль. У 1985 році вони обіграли «Монпельє» (3:0), а в 1986 році «Осер» виграли в серії пенальті «Нант» (0:0).
Після цього став другим воротарем першої команди після Бруно Мартіні. Після того як Мартіні отримав серйозну травму на початку сезону 1993/94, Шарбоньє став основним воротарем клубу, вигравши Кубок Франції того ж сезону. Його висока форма не дозволила Мартіні повернутись в основу і 1995 року він змушений був перейти у «Монпельє». Шарбоньє ж у сезоні 1995/96 виграв з командою чемпіонат і Кубок Франції.
16 липня 1998 року, всього через чотири дні після того, як Шарбоньє став чемпіоном світу, він приєднався до шотландського «Рейнджерса». У новій команді під керівництвом Діка Адвоката француз став основним гравцем, але невдовзі він зазнав травми хрестоподібної зв'язки, зігравши 19 ігор протягом усього сезону, і його замінив німець Штефан Клос.
За підсумками того сезону «Рейнджерс» виграв чемпіонат та Кубок Шотландії, а також Кубок шотландської ліги. У наступному сезоні Клос залишив за собою місце в основі, через що Шарбоньє зіграв лише 7 ігор у Прем'єр-лізі. «Рейнджерс» знову виграв чемпіонат та кубок країни, але вилетів у чвертьфіналі Кубка ліги від «Абердина» (1:0). У третьому і останньому сезоні в клубі він був лише четвертим воротарем, пропустивши вперед ще Єспера Крістіансена (6 ігор) та Марка Брауна (3 гри), і не зіграв жодної гри в жодному змаганні за клуб. По завершенні того сезону Шарбоньє залишив «Айброкс».
Завершив професійну ігрову кар'єру у швейцарському клубі «Лозанна», за який виступав протягом 2001/02 років, втім основним воротарем не був.

## Виступи за збірну
11 червня 1997 року дебютував в офіційних матчах у складі національної збірної Франції в рамках Французького турніру проти Італії (2:2). Цей матч так і лишився єдиним, хоча головний тренер Еме Жаке стабільно викликав Шарбоньє як запасного воротаря. У цьому статусі він також був учасником чемпіонату світу 1998 року у Франції, здобувши того року титул чемпіона світу.

## Кар'єра тренера
Завершивши ігрову кар'єру, працював з французькими аматорськими командами «Стад Пуатевен» та «Санс».
У 2007 році став тренером молодіжної збірної Таїті (французької колонії), з якою виграв Молодіжний чемпіонат ОФК 2008 року і став першим тренером, який вивів цю збірну на  молодіжний чемпіонат світу, який пройшов в 2009 році у Єгипті. Щоправда на самому турнірі збірна виступила вкрай невдало, програвши всі три матчі з різницею м'ячів 0:21.
В подальшому очолював індонезійський «Атєх Юнайтед» та бельгійський «Блєйд».
У травні 2014 року він став тренером «Істра», що саме вилетів з французької Ліги 2, з завданням повернути команду до другого дивізіону. Втім клуб не показував високих результатів і у січні був звільнений.
В кінці серпня 2015 року очолив клуб «Санга Баленде» в Демократичній Республіці Конго, підписавши контракт на два сезони. Тим не менш вже в жовтні він пішов у відставку з особистих причин.

## Титули і досягнення
Гравець
- Чемпіон Франції (1):

«Осер»: 1995–96
- Володар Кубка Франції (2):

«Осер»: 1993–94, 1995–96
- Чемпіон Шотландії (2):

«Рейнджерс»: 1998–99, 1999–00
- Володар Кубка Шотландії (2):

«Рейнджерс»: 1998–99, 1999–00
- Володар Кубка шотландської ліги (1):

«Рейнджерс»: 1998–99
- Чемпіон світу (1):

Франція: 1998
Тренер
- Переможець Молодіжного чемпіонату ОФК: 2008